# Pierre Julien
Pierre Julien (Saint-Paulien, 20 de junio de 1731 - París, 17 de diciembre de 1804) fue un escultor francés, considerado un maestro del neoclasicismo.

## Biografía

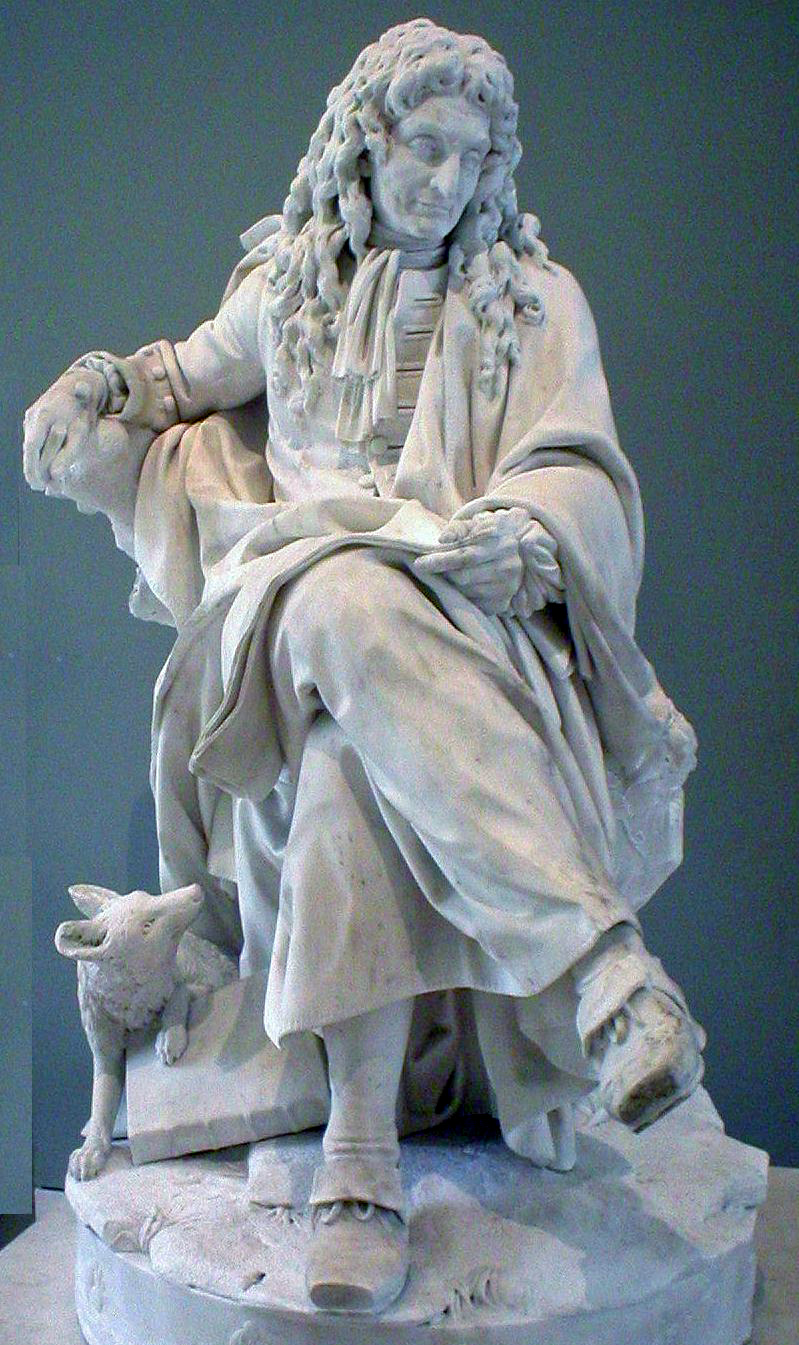
Jean de La Fontaine por Pierre Julien, museo del Louvre.

Tras un aprendizaje en Puy con un maestro escultor, asistió a la Escuela de dibujo de Lyon, Pierre Julien entró en el taller de Guillaume II Coustou. Obtuvo el Premio de Roma de escultura en 1765, entra luego en la Escuela real de los alumnos protegidos. Pensionista de la Academia de Francia en Roma del 1768 al 1773, encontró allí con Harnero Loo y Francisco Boucher. Regresado a Francia, trabaja bajo la dirección de su antiguo jefe Coustou en el mausoleo del Gran Delfín en la catedral de San Etién. Después del primer fracaso en 1776, es recibido por unanimidad en la academia real de pintura y de escultura dos años más tarde y presenta el Gladiador que muere como pieza de recepción, hoy en el museo del Louvre. Nombrado miembro del Instituto en 1795, entró en la orden de la Legión de honor.
Recibe de Luis XVI un encargo para la serie de los " grandes hombres de Francia ", realiza entonces las estatuas de tamaño natural de Juan de La Fontaine y de Nicolás Poussin. Trabajando para obras parisinas tales como la iglesia de Santa-Genoveva o el pabellón de Flora del museo del Louvre, crea, en 1785, un conjunto de esculturas para la Lechería de la reina en Rambouillet, lo que le da la ocasión de mostrar su virtuosismo.
Estos bajorrelieves, constituyen su obra maestra, fueron vendidos en pública subasta en 1819, han sido recuperados por el Estado en 2005 con ocasión de uno donación hecha por el hijo del gran coleccionista Daniel Wildenstein. Una gran parte de sus obras son conservadas en el Louvre y en el museo Crozatier en Puy-en-Velay.

## Obras
- Gladiador que muere , estatua, mármol (1779), París, museo del Louvre
- Ganímedes vierte el néctar en Júpiter convertido en águila , grupo, mármol (1776 - 1778), París, museo del Louvre
- Jean de La Fontaine , estatua, mármol (1785), París, museo del Louvre
- Nicolas Poussin , estatua (esbozo), mármol (1789 - 1804), París, museo del Louvre
- Nicolas Poussin , estatuilla (fragmento), terracota (hacia 1787 - 1788), París, museo del Louvre
- Amalthée y la cabra de Júpiter , grupo, mármol (1787), París, museo del Louvre
- La Joven chica a la cabra  , estatuilla, terracota  (1786), París, museo del Louvre
- Santa Genoveva que le devuelve la vista a su madre , bajo relieve, terracota (1776), París, museo del Louvre

## Recursos
- Catálogo de la exposición, Skulptur aus dem Louvre. Sculptures françaises néo-classiques. 1760 - 1830, París, museo del Louvre, 23 de mayo - 3 de septiembre de 1990.
- Michael Preston Worley, Pierre Julien: Sculptor to Queen Marie-Antoinette, iUniverse. Lincoln, NE, Estados Unidos, 2003.